# Officina Grandi Riparazioni di Saline Joniche
L'Officina Grandi Riparazioni di Saline Joniche era uno stabilimento di manutenzione dei veicoli ferroviari. Di proprietà delle Ferrovie dello Stato, è sito nella frazione di Saline Joniche del comune di Montebello Jonico in provincia di Reggio Calabria.

## Storia
Il progetto dell'impianto fu concepito nell'ambito del faraonico piano di investimenti previsti per l'industrializzazione della Calabria negli anni settanta. Nel 1976  fu avviata la costruzione dell'impianto all'interno di un polo industriale che prevedeva anche un impianto petrolchimico (la Liquichimica Biosintesi) e un porto dedicato.
Le officine furono inaugurate nel 1989 e vi vennero affidate le riparazioni di locomotive elettriche, nonostante la linea non risultasse allora elettrificata.
Dopo 12 anni di attività l'impianto fu soppresso nel 2001 in conseguenza del processo di razionalizzazione degli impianti di manutenzione attuato dalle FS. L'impianto è rimasto in abbandono, usato per qualche tempo anche per accantonamento di rotabili.
La maggior parte delle attrezzature e dei macchinari sono stati rimossi in seguito alla soppressione. Parte del mobilio e alcune attrezzature, assieme a svariati faldoni di documenti rimasero nell'impianto lasciato incustodito. A distanza di anni complici sia il tempo che i vandali, l'impianto versa in uno stato di degrado nonostante sia ancora strutturalmente buono.
L'impianto è stato posto in vendita attraverso Ferservizi, le aste nel corso degli anni sono andante deserte. 

## Caratteristiche
Per l'accesso all'impianto i rotabili disponevano di un raccordo a livelli sfalsati collegato tramite una coppia di deviatoi al terzo binario della stazione di Saline Joniche, dotato di una lunga asta di manovra, e che si affianca per circa 600 metri all'adiacente ferrovia Jonica scavalcando la stessa e la Strada Statale 106. Sotto il viadotto appositamente realizzato è presente la fermata dismessa di Saline Joniche OGR. Le officine occupavano un'area di circa 400.000 m² e i soli capannoni misuravano circa 10 ettari. Saline Joniche rappresentava, all'epoca, uno degli impianti più moderni e avanzati delle Ferrovie dello Stato.

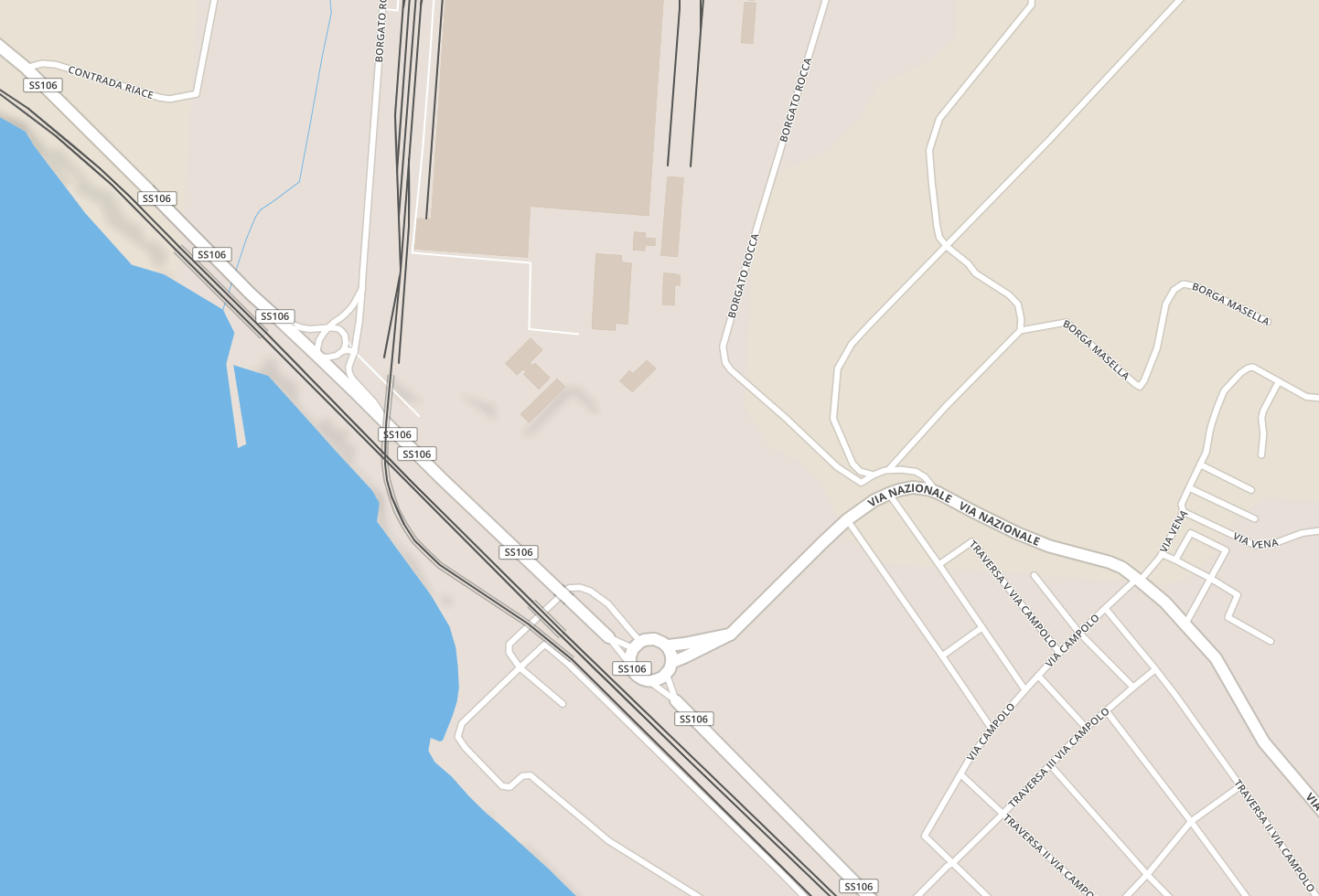
Tracciato binario a servizio delle OGR di Saline

## Galleria d'immagini

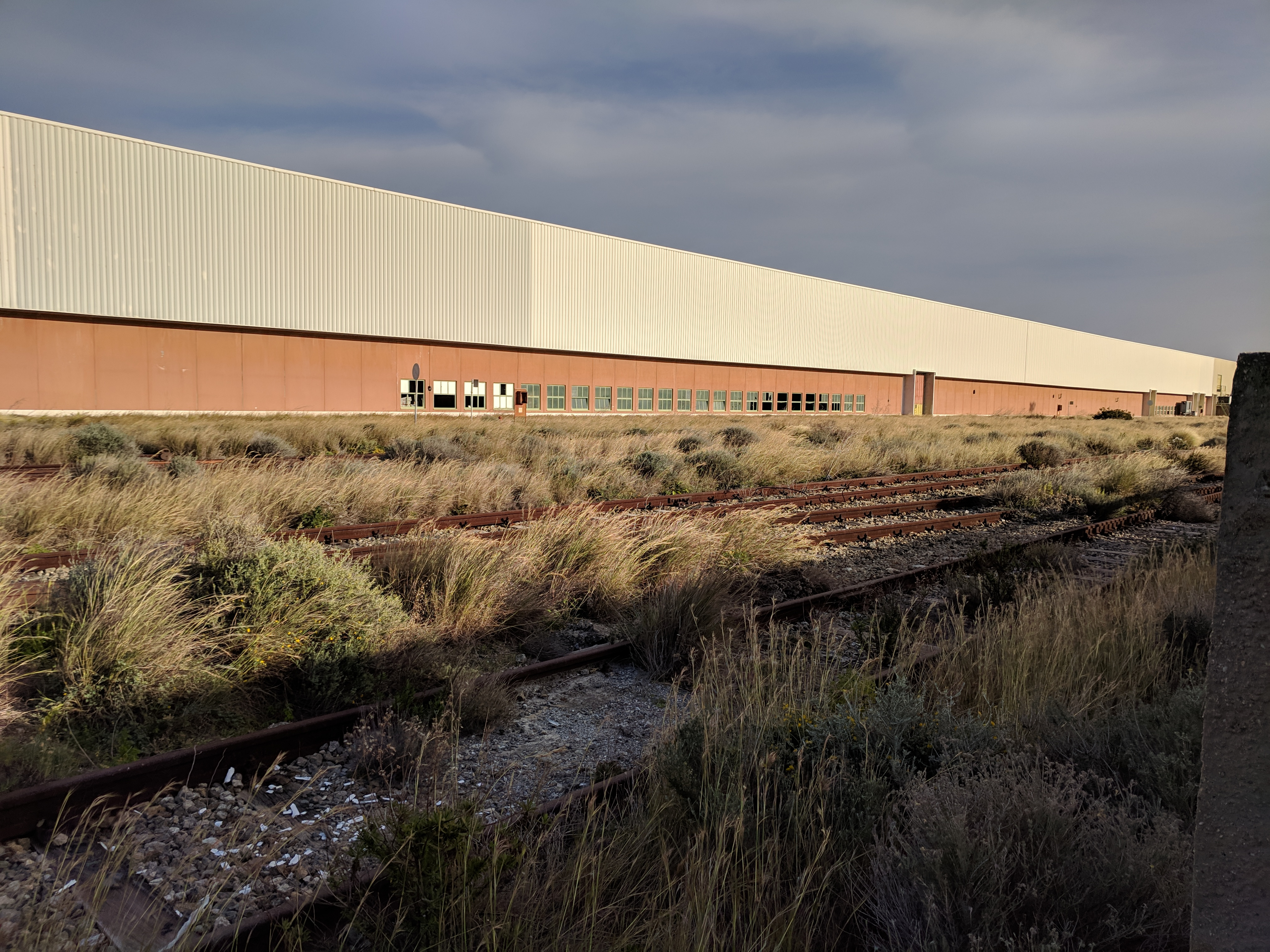
Binari ricoperti dall'erba
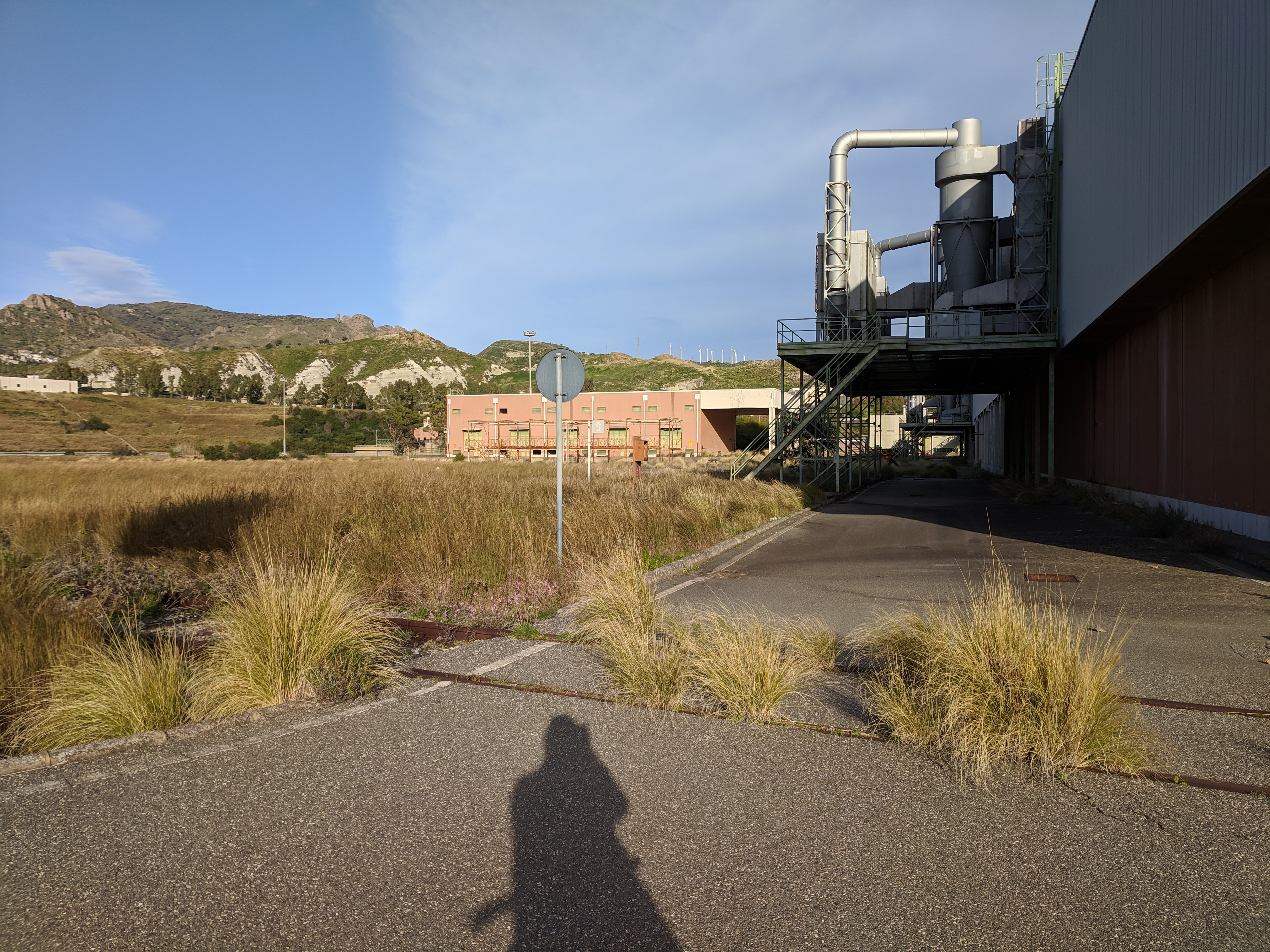
Vista impianti
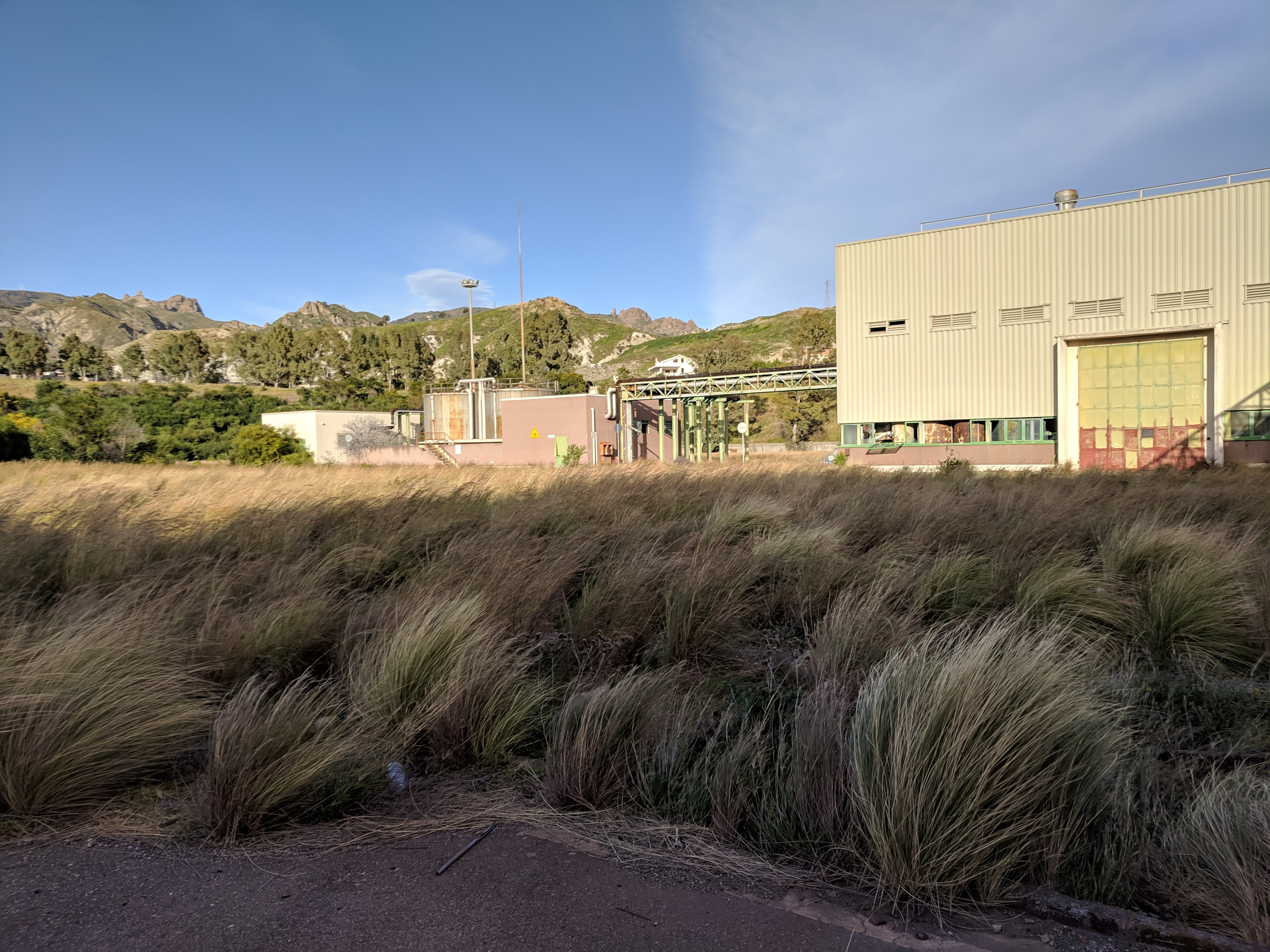
Vista impianti
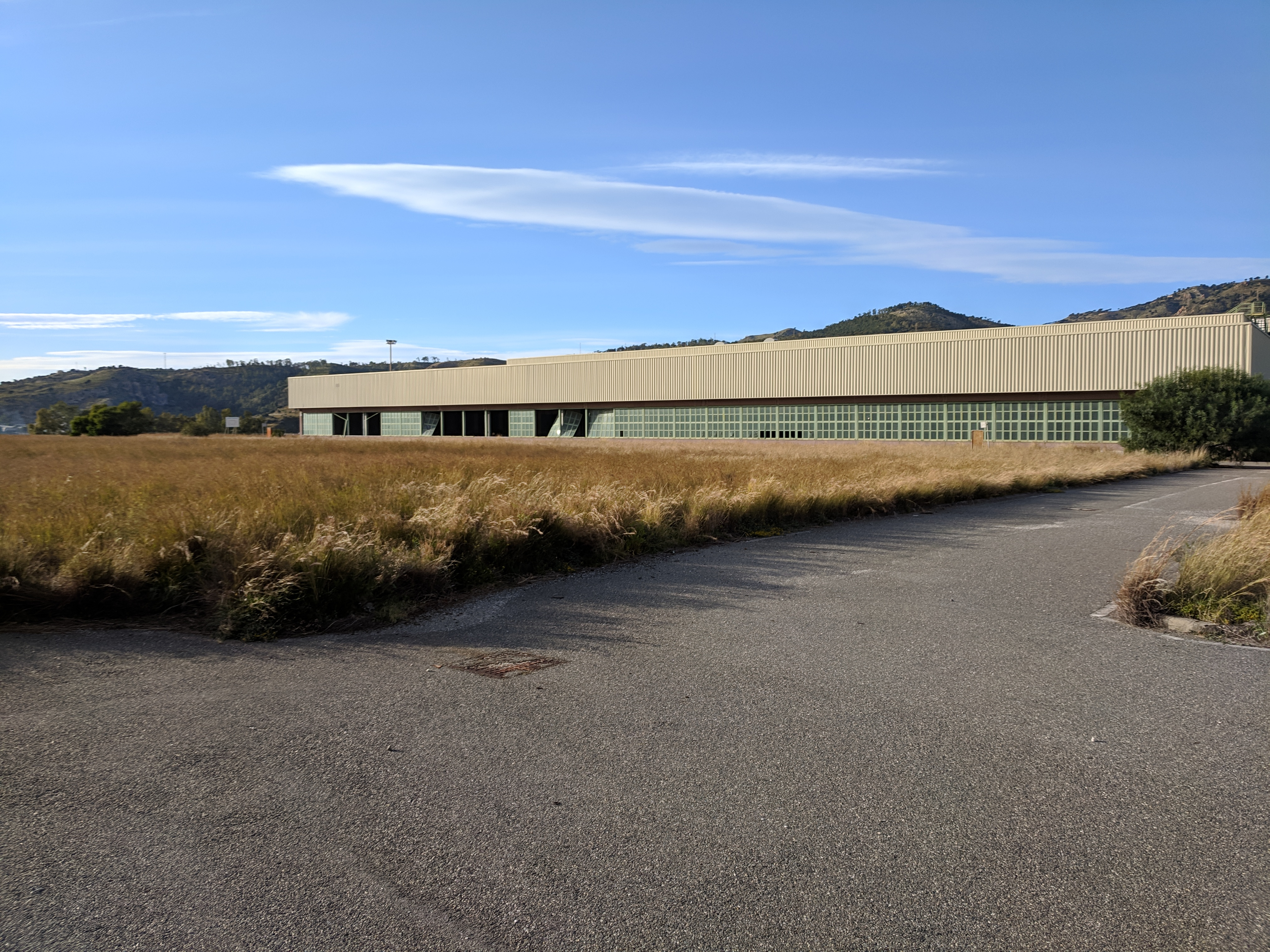
Vista impianti
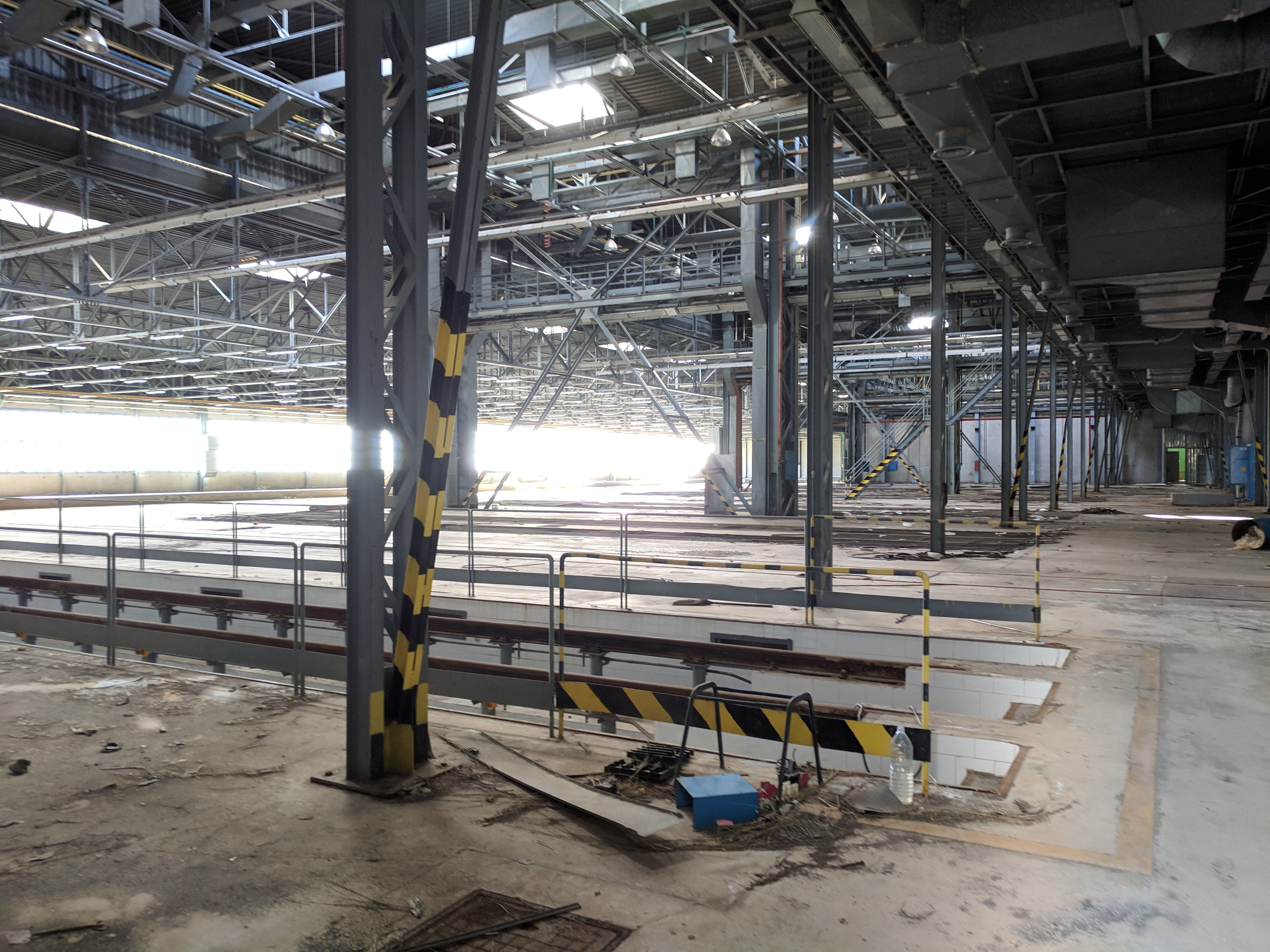
Officina principale
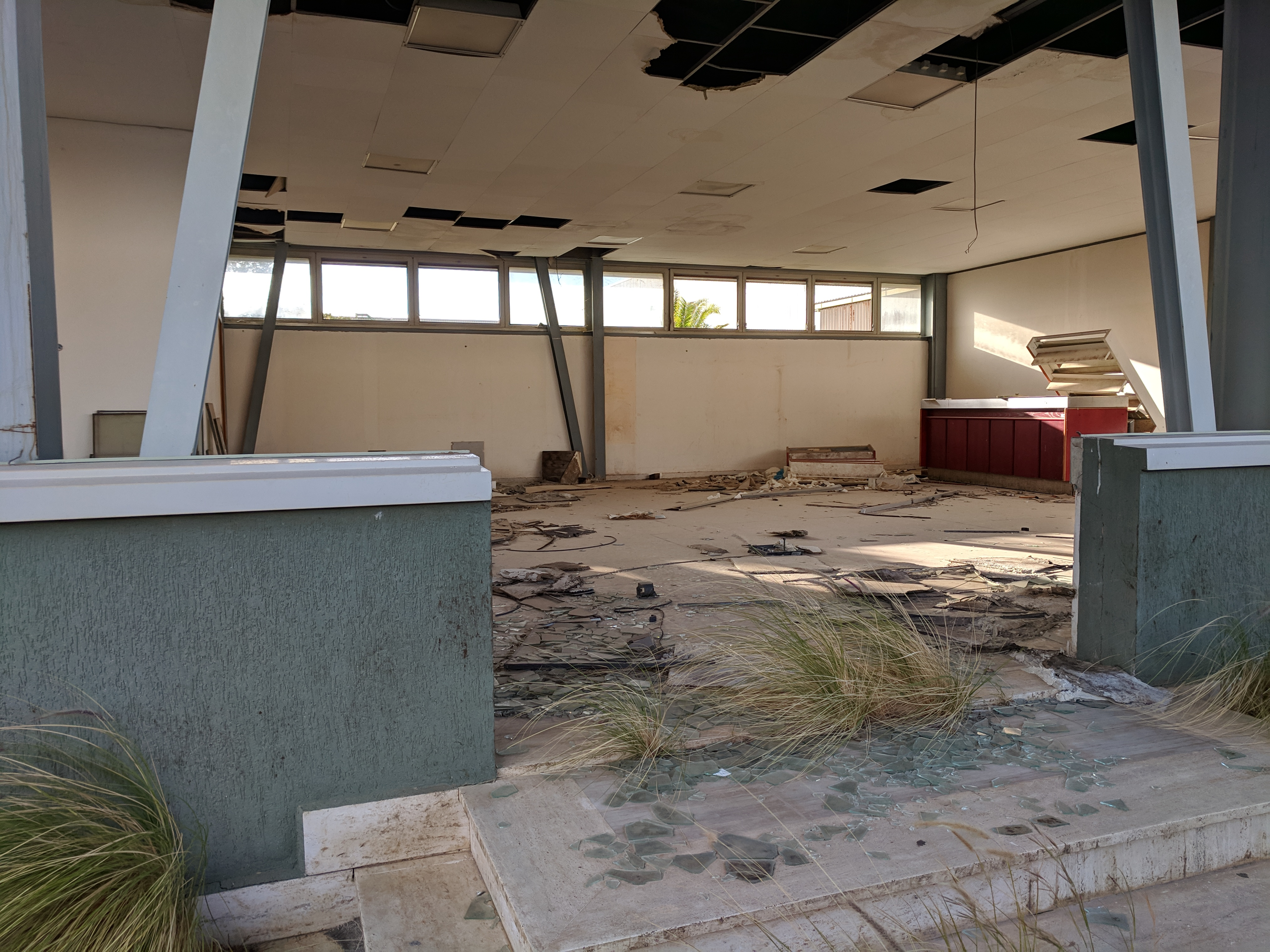
Zona bar
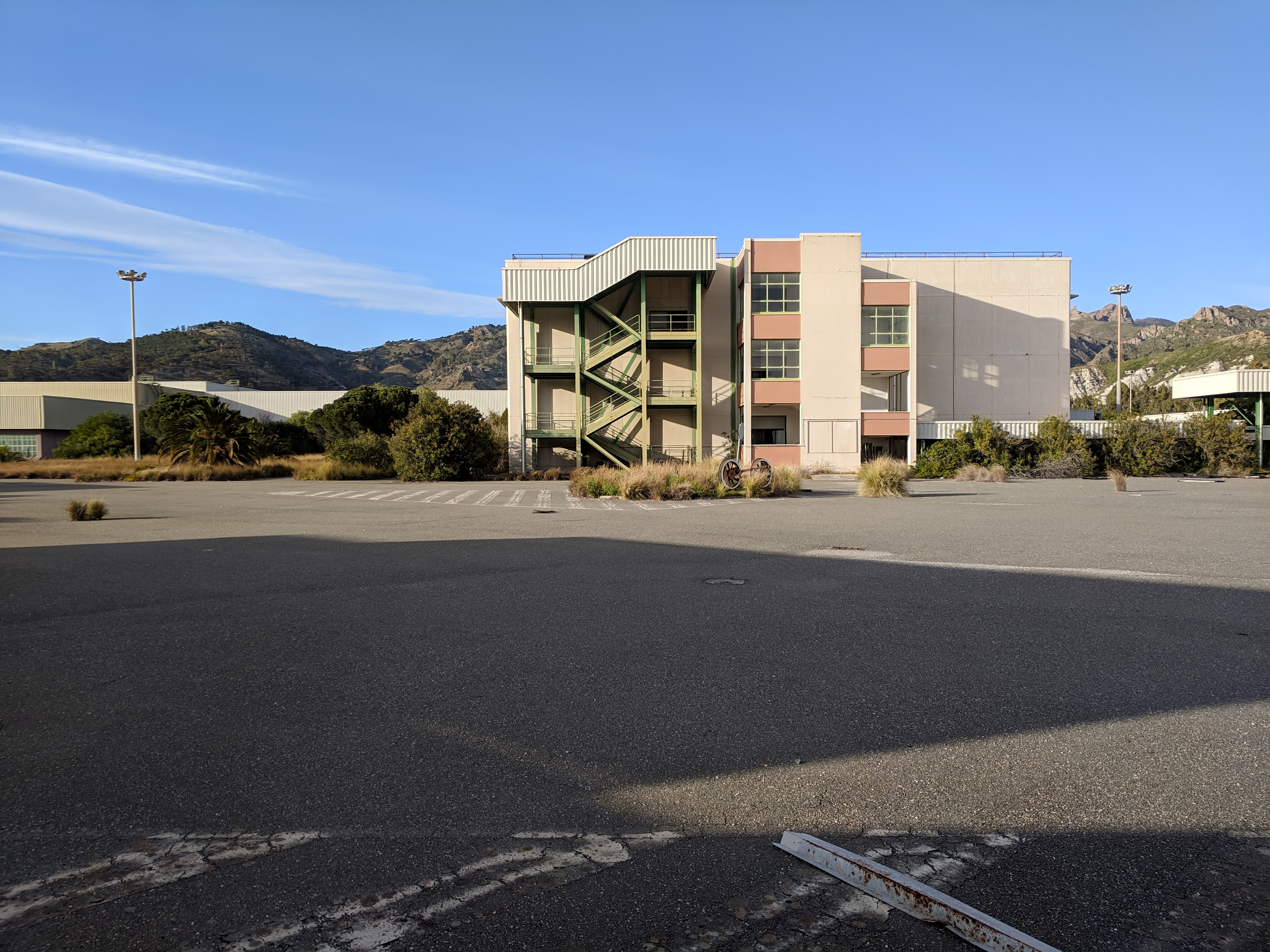
Parcheggio
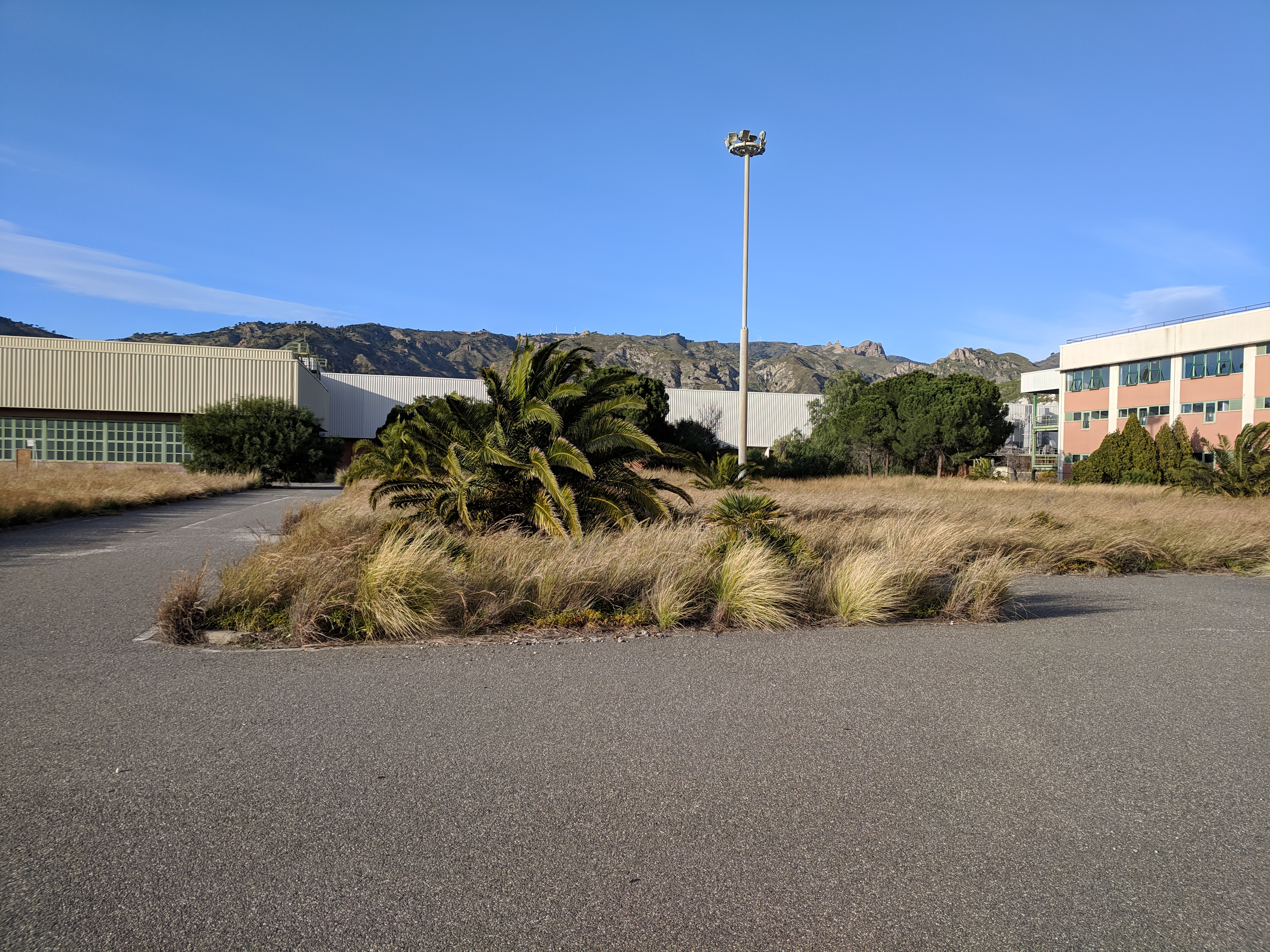
Piazza parcheggio
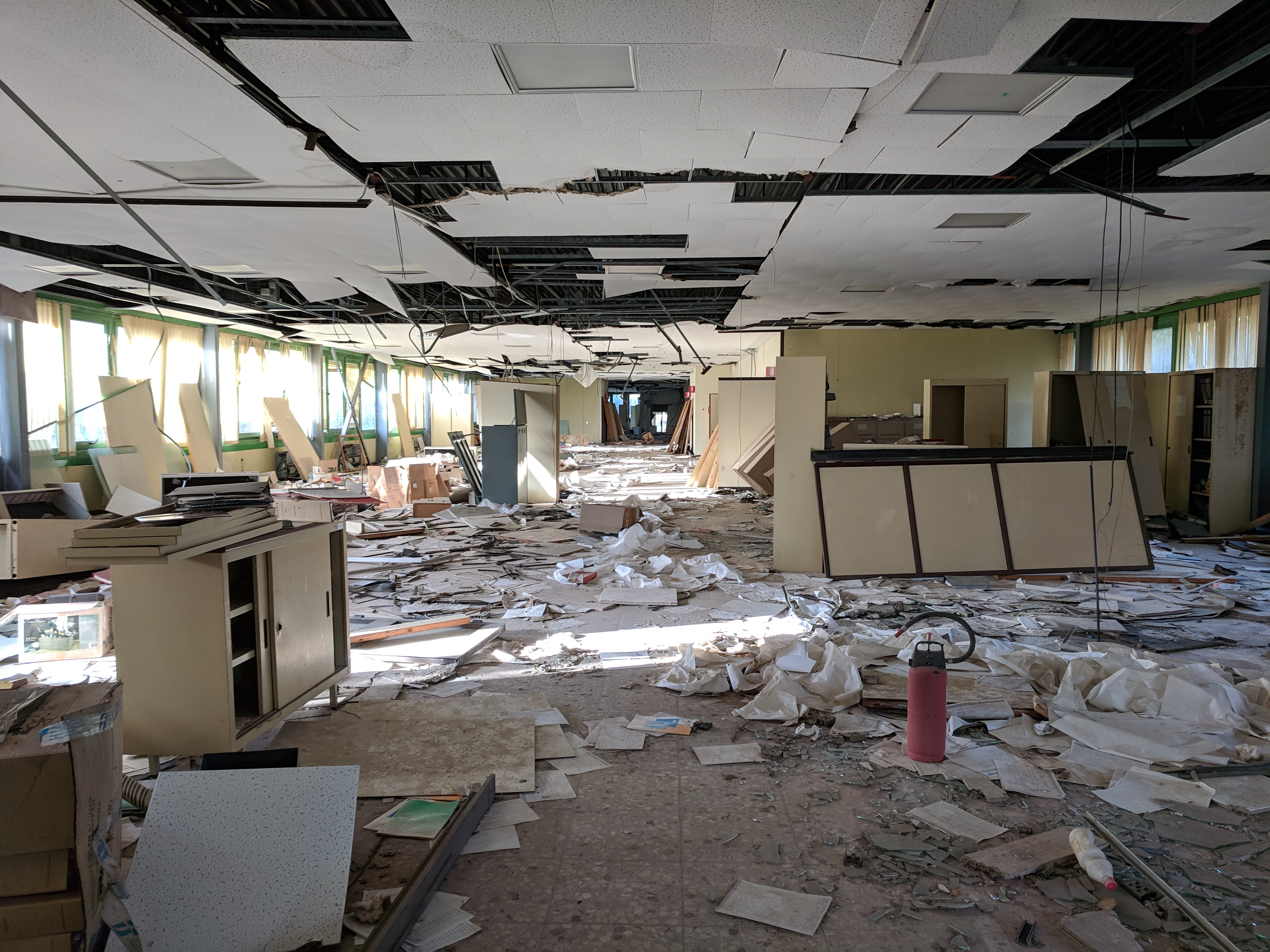
Uffici in disuso
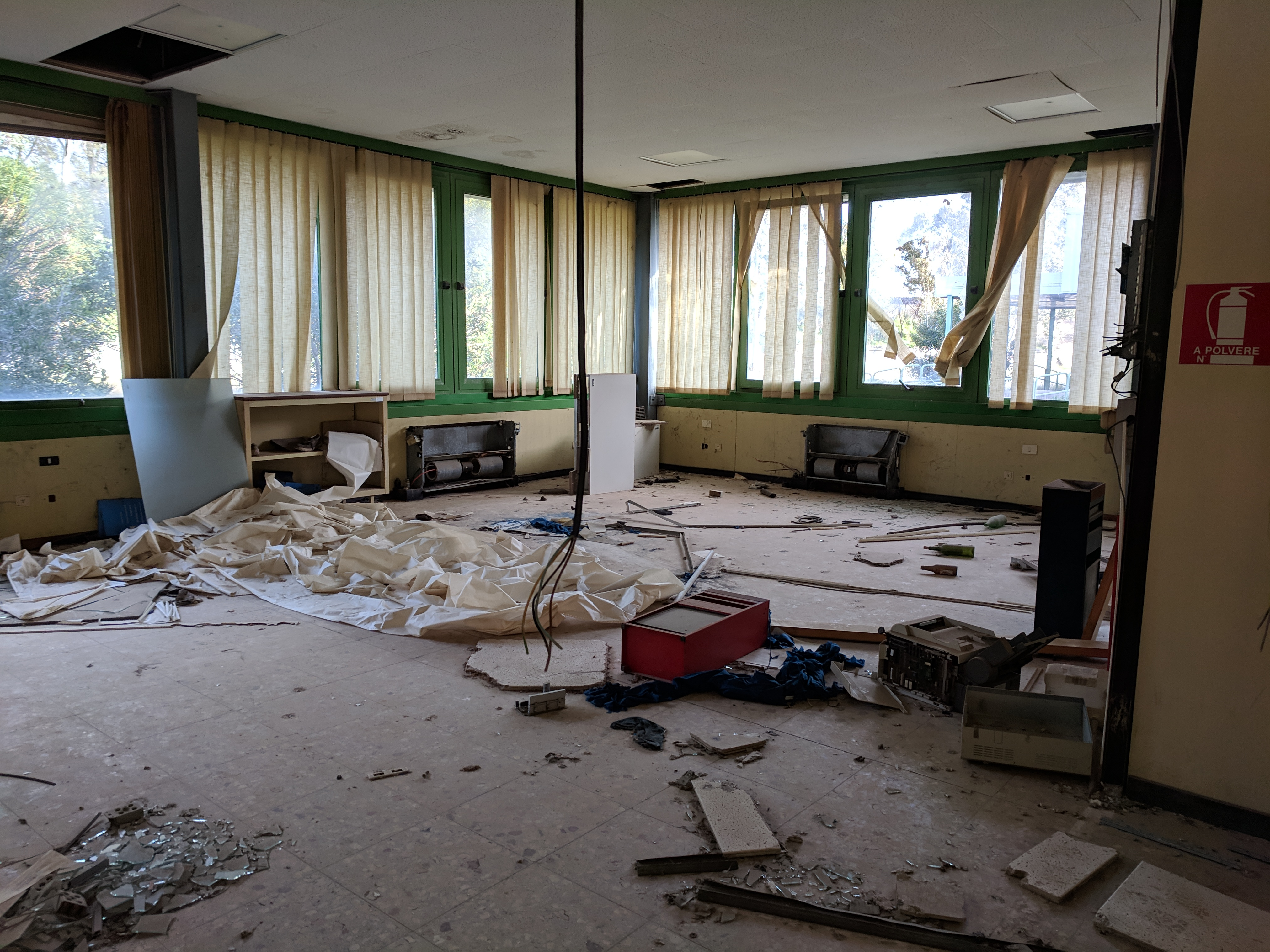
Uffici in disuso
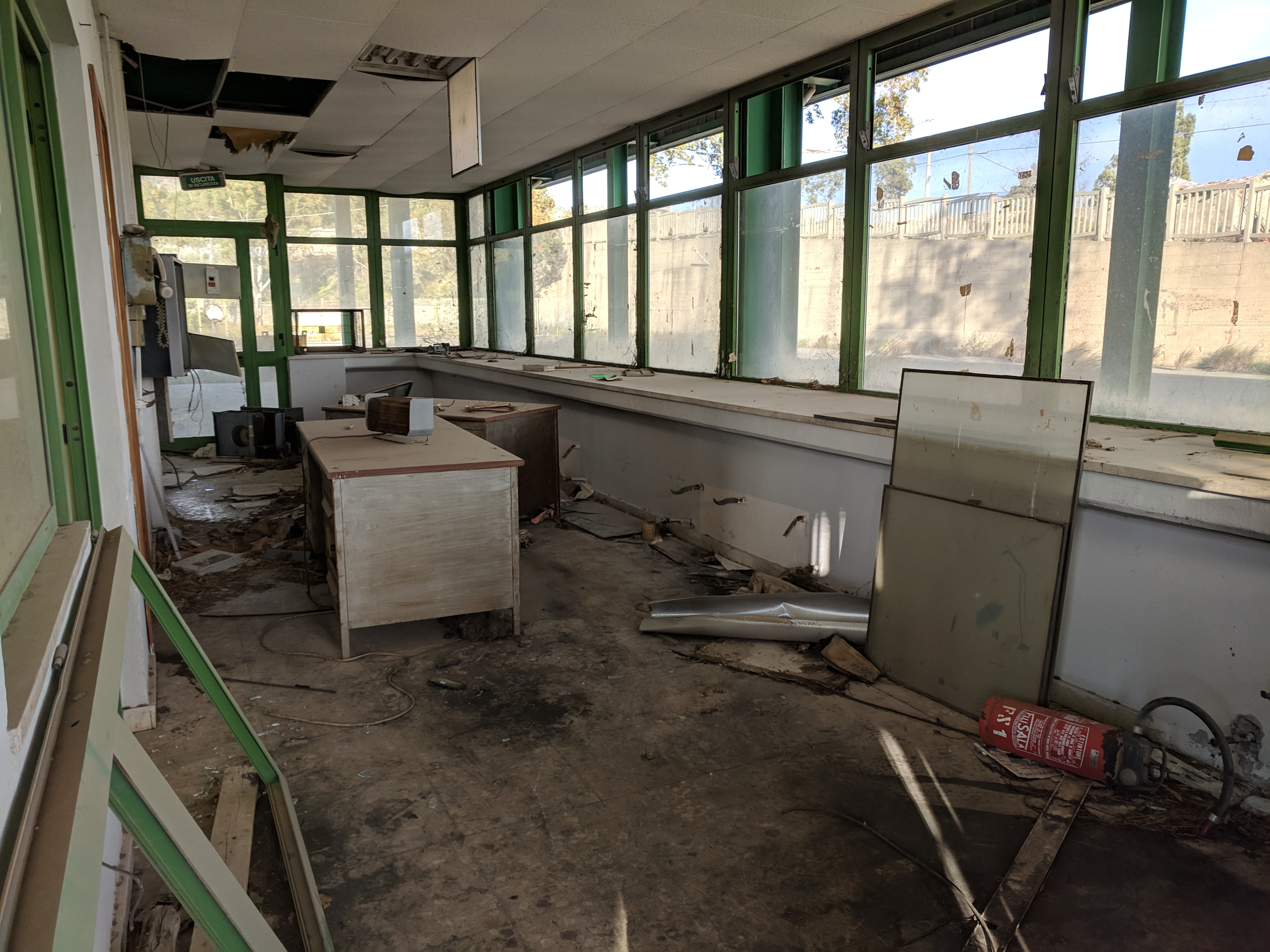
Uffici in disuso
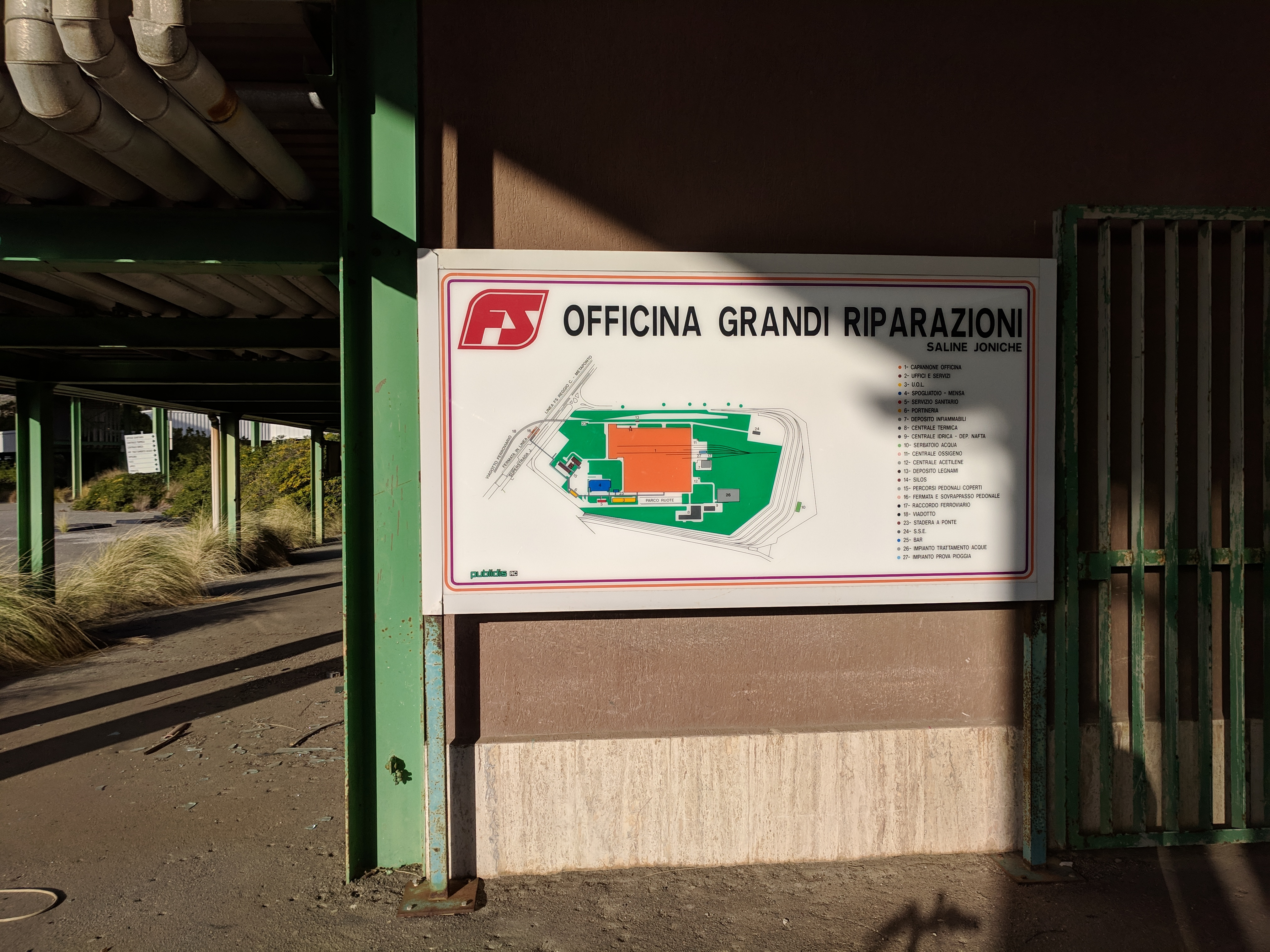
Mappa dell'impianto
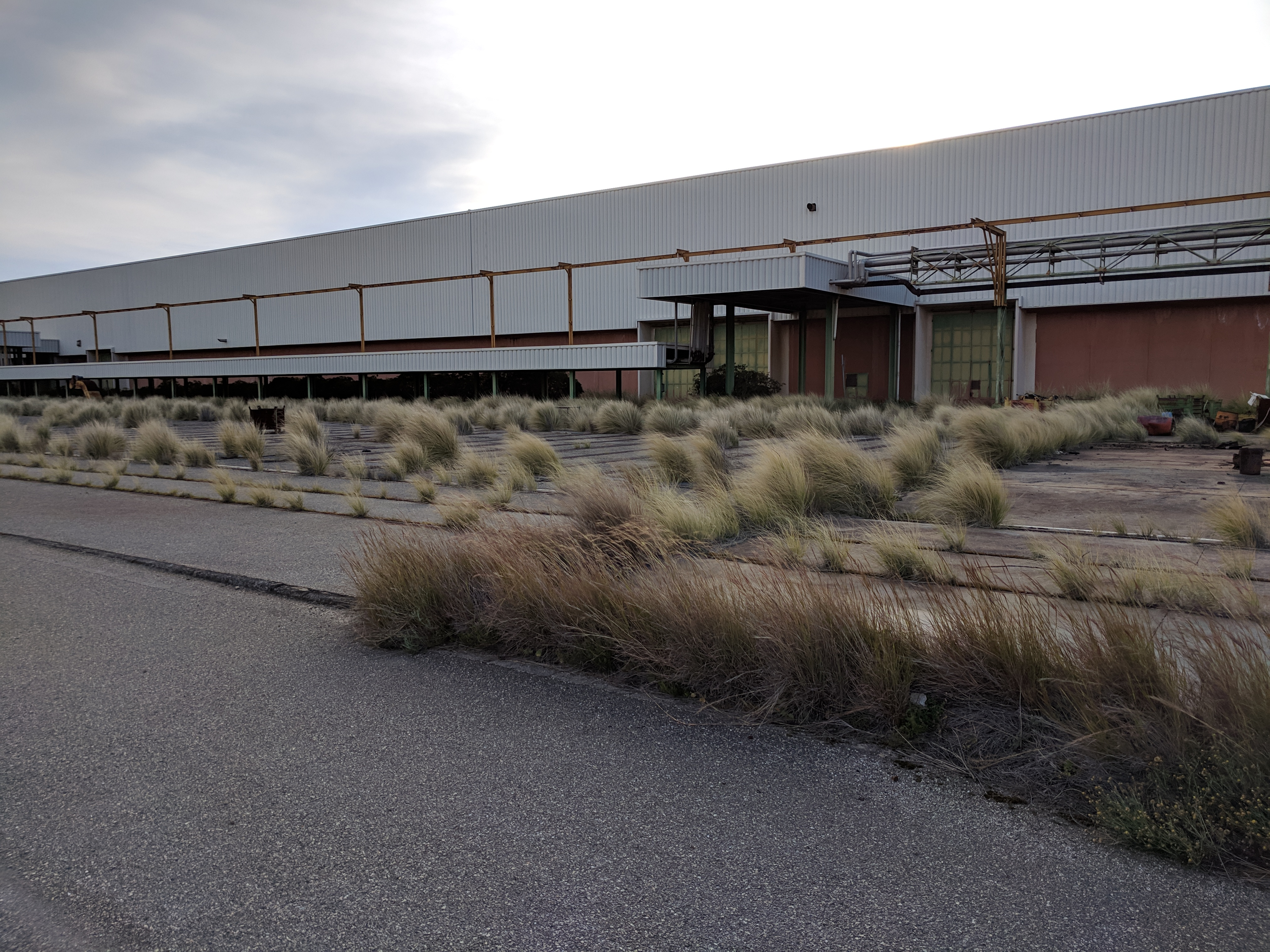
Fascio binari per la sosta dei rotabili